# Konstanty Turowski
Konstanty Turowski (ur. 4 listopada 1907 w Nasutowie, zm. 5 kwietnia 1983 w Lublinie) – polski publicysta, polityk i działacz chrześcijańsko-społeczny, podporucznik piechoty rezerwy Wojska Polskiego.

## Życiorys
Urodził się w rodzinie chłopskiej. W czasach nauki szkolnej założył koło Stowarzyszenia Młodzieży Akademickiej „Odrodzenie” w Gimnazjum im. Vetterów w Lublinie. Poznał wówczas bliżej Stefana Wyszyńskiego. W latach 1929–1933 był studentem Katolickiego Uniwersytetu Lubelskiego na wydziale ekonomii. W dalszym ciągu działał w „Odrodzeniu” oraz „Bratniej Pomocy”. Po zakończeniu studiów działał w chrześcijańskim ruchu zawodowym. 
Na stopień podporucznika został mianowany ze starszeństwem z 1 stycznia 1932 w korpusie oficerów rezerwy piechoty. W 1934 posiadał przydział w rezerwie do 8 Pułku Piechoty Legionów w Lublinie.
Od 1935 do 1939 był członkiem redakcji katolickiego dziennika „Głos Narodu”, w którym współpracował z ks. Janem Piwowarczykiem i Jerzym Turowiczem. W 1938 kandydował bez powodzenia w wyborach do Sejmu. Przed wyborami do Rady Miasta Krakowa z 1938 został sekretarzem Prezydium Polskiego Bloku Katolickiego. Zmobilizowany, uczestniczył w wojnie obronnej 1939. Wzięty do niewoli, przebywał w obozach w Arnswalde i Gross-Born.
W 1945 został członkiem pierwszej redakcji „Tygodnika Powszechnego”, jednak szybko ją opuścił, w związku z różnicami pomiędzy nim a J. Turowiczem. Równocześnie zaangażował się w prace Stronnictwa Pracy, w oddziale krakowskim. We wrześniu 1945 został członkiem władz naczelnych tej partii. Od 29 grudnia 1945 był członkiem Krajowej Rady Narodowej, złożył mandat w dniu 20 września 1946. Pisywał do „Tygodnika Warszawskiego”. Został aresztowany w dniu 24 listopada 1949 i w 1950 skazany na 15 lat więzienia za działalność w Stronnictwie Pracy. Osadzony we Wronkach, wyszedł na wolność 6 maja 1956. Od sierpnia 1948 do listopada 1951 więziona była również jego żona – Zofia.
W 1957 został pracownikiem Katolickiego Uniwersytetu Lubelskiego, gdzie zorganizował Redakcję Wydawnictw KUL i stworzył „Zeszyty Naukowe KUL”. W latach 1963–1970 był dyrektorem Wydawnictwa Towarzystwa Naukowego KUL. W 1968 doktoryzował się z zakresu filozofii chrześcijańskiej.
Należał do środowiska seniorów „Odrodzenia” i nieoficjalnego zespołu doradców Prymasa Stefana Wyszyńskiego, tzw. Zespołu Informacyjnego. Był również członkiem lubelskiego Klubu Inteligencji Katolickiej, w tym w latach 1979-1983 jego wiceprezesem. Od 1973 współpracował z Ośrodkiem Dokumentacji i Studiów Społecznych Janusza Zabłockiego. W 1981 został członkiem redakcji „Ładu”. Zaangażował się w utworzenie Polskiego Związku Katolicko-Społecznego. W inicjatywach tych widział szansę odtworzenia partii chadeckiej.